# 張𡒊
張𡒊（11世纪？—1105年），字子厚，北宋常州人。
他登进士甲科。他没有兄弟，自己赡养双亲，不忍离开父母左右。亲友强让他出仕，于是调任青溪县主簿，也不上任。闭户读书四十年，亲手校书数万卷，无一字出错。穷经著书，到半夜不睡。元丰年间，朝廷近臣推荐他的高尚品行。元祐年间，大臣再次推荐，被任命为颍州教授，推辞不就。于是孙觉、胡宗愈、范祖禹上书称他要是死在乡野，后代一定认为朝廷不能用人。苏轼言辞恳切。宋哲宗下诏拜秘书省校书郎，敕郡县以礼相请，还是不出。他在家孝悌，待友忠信，声名为人所知，循规蹈矩，从容不迫，为当时名流所羡慕，以不去他家拜访为耻。崇宁四年，去世。次年，宋徽宗为他赐谥正素先生。